# グトゥカー

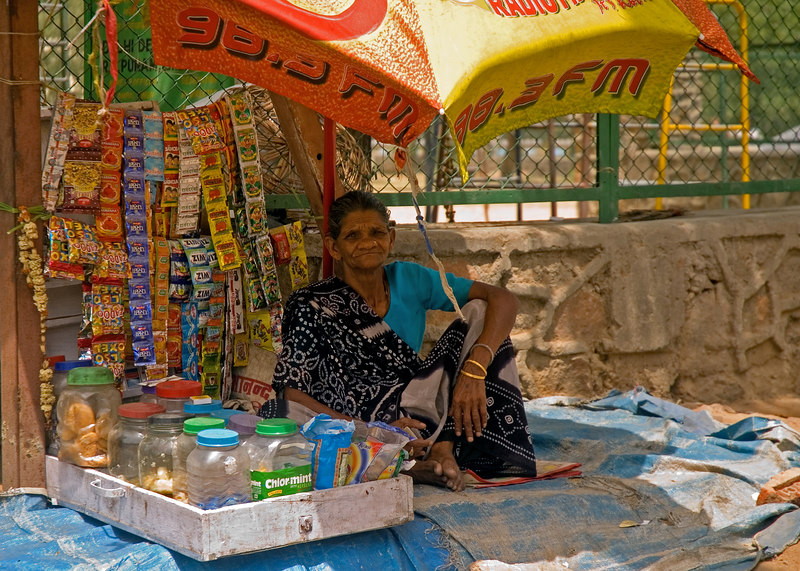
デリー路上のグトゥカー売り

グトゥカー （ヒンディー語：गुटका、ウルドゥー語: گٹکا 、英語：gutka）は、インドなど南アジア地域における嗜好品。
主にインド国内で生産・製造され、その他の近隣国にも輸出されている。インドでは約5センチ四方の小さな使い切りパッケージ（ひとつ1〜4ルピー程度）で売られていることが多い。
インドで多くの成人（ほとんど男性）が日常的に口にしており、なかには青少年向けの商品もある。また、チョコレートの香りつきのもの、口臭予防剤として売られているものなど様々な種類が売られている。
グトゥカーは粉っぽい細粒状であり、口の中で下唇と歯茎の間や舌の裏側に入れておいて味わう（ガムや噛みタバコのように噛んだりはしない）ものである。口にしているとタバコよりもいくらか強い刺激を得られると言われている。

## 成分
グトゥカーには様々なものが調合されている。最も主要な成分は、ヒンディー語で「スパーリー」（सुपारी）と呼ばれるビンロウジ（檳榔子、betal nut）である。それを細かく砕いたものに加えて、タバコ、その他甘味や香り付けの品なども配合されている。ビンロウジによる緩やかな興奮作用がある。

## 身体的・社会的な影響
インドではパーン（キンマの葉に様々な物を包んだもの）と同じように非常に多く消費されており、常用者の身体に口腔癌など深刻な悪影響を及ぼす原因と見られている。高い依存性があり発癌性も指摘されている事から、インドではグトゥカーをめぐって議論が高まっている。そのため、多くの地域では州政府が重い販売税を課したり禁止令を出すなどグトゥカーの使用者を減らそうという試みが行われている。
なかにはグトゥカーを年齢的に早い段階から口にする者もおり、その甘い味や安く容易にどこでも入手可能なために貧しい子供たちの間で多く消費されるという傾向もある。そのため、そのような子供たちは癌の前段階となる様々な機能障害を極度に早い年齢で発症することがある。また、含有成分にタバコとして明記されていなかったり、明るい色で子供の顔が印刷されたパッケージでキャンディーとして売られていたりするため、なかにはキャンディーの一種だと思い込んでグトゥカーを口にする子供もいる。その他、インドの社会的な慣習において子供の喫煙は許容されないが、グトゥカーならば口の中に入れていても他の人から判りにくいため手を出しやすいという背景もある。そのような青少年の常用者の場合、発癌の兆候の多くは高校や大学の段階から表れる。

## 景観被害
グトゥカーを口の中に入れていると徐々に溶けはじめ赤色に変わっていく。口の中でひととおり味わった後、グトゥカーは手近な地面や壁際などに吐き捨てられる。吐き捨てた箇所は赤いシミのように汚く染まり、なかなか容易には色が落ちない。自宅や所有する建物の壁をそのような赤いシミで汚される事に絶えず業を煮やしている人も多く、グトゥカーを吐きつけられないよう壁に神様の絵を描くなど対策が取られている。

## 参考リスト
1. ↑  India."Cancer epidemic on the way". BBC. 2024年09月26日閲覧。

- Sweet but Deadly Addiction is Seizing the Young in India, The New York Times, 2002年8月13日
- Chewing tobacco cancer warning, BBC News, 1999年7月26日
- Health: Children Buy Cancerous Sweets, BBC News, 1999年3月3日